# SuZy
Suzy Akmen-Rogovin deren Künstlername SuZy  lautet (* 1961 in Istanbul) ist eine türkisch-israelische Sängerin. Sie singt in Ladino der Sprache der sephardischen Juden.
Mit 17 Jahren ging sie nach Israel. Sie studierte englische und französische Literatur an der Universität Tel Aviv.

## Diskografie

### Alben
- 1998: Herencia
- 2001: Estos Y Munchos
- 2005: Aromas & Memories (mit der Autorin Margalit Matitiahu)